# Moontower (zespół muzyczny)
Moontower – polska grupa muzyczna wykonująca black metal, powstała w 1995 jako Funeral Moon.

## Obecny skład zespołu
- Belial (Apocalyptic Winds) – śpiew, gitara
- Seth – gitara elektryczna
- Wolfshunger – gitara basowa
- Necrosolus – perkusja

## Dyskografia
- Autumnal Depression / The Honour of My Blood 	Split, 1999
- Promo 2000 	Demo, 2000
- Aryan Metal Terror 	Demo, 2000
- The Wolf's Hunger 	EP, 2003
- In the Shadow of the Wolf 	EP, 2003
- Black Metal Terror 	Best of/Compilation, 2004
- Praise the Apocalypse 	Full-length, 2004
- Antichrist Supremacy Domain 	Full-length, 2005
- Devil's Incarnation 	Split, 2005
- Dismal Fields of Nihilism / Requiem Aeternam Deo 	Split, 2006
- Unholy Rehearsals 1996-2006 	Best of/Compilation, 2006
- W Szponach Wojennej Bestii 	Split, 2006
- Satanic March for Victory 	Split, 2007
- To The Dark Aeon 	EP, 2008
- Fourteen Years Of Antichristian War Against judeo-christian Plague 	Demo, 2009
- Bestial Holocaust 	Split, 2009